# Peter Bjur
Peter Bjur, né le 2 février 2000 à Rødovre au Danemark, est un footballeur danois qui évolue au poste d'arrière gauche à l'AGF Aarhus.

## Biographie

### En club
Né à Rødovre au Danemark, Peter Bjur commence sa carrière au B 93 Copenhague. Le club évolue alors en troisième division danoise. Il rejoint ensuite le Brøndby IF en juillet 2017. Il joue son premier match sous ses nouvelles couleurs le 15 août 2019, à l'occasion d'une rencontre de Ligue Europa contre le SC Braga. Il entre en jeu à la place de Simon Hedlund et alors que son équipe est menée il marque également son premier but. Mais c'est insuffisant puisque son équipe s'incline (3-1). Trois jours plus tard il fait sa première apparition en première division danoise contre l'Aalborg BK. Il entre en jeu à la place de Jesper Lindstrøm et son équipe s'impose par deux buts à un.
Alors qu'il évolue habituellement au milieu de terrain ou sur le côté droit, Bjur est repositionné arrière gauche lors de la saison 2020-2021.
Il devient champion du Danemark en 2021.
Le 27 janvier 2023, lors du mercato hivernal, Peter Bjur rejoint l'AGF Aarhus. Il signe un contrat courant jusqu'en décembre 2026.

### En sélection
Peter Bjur est sélectionné avec l'équipe du Danemark des moins de 17 ans, où il compte une sélection, obtenue le 18 janvier 2017 contre Chypre. Il entre en jeu et son équipe s'impose (0-3).
Il compte également une sélection avec les moins de 18 ans, en étant titularisé contre la Tchéquie le 26 mars 2018 (2-2).

## Vie personnelle
Peter Bjur est le fils d'Ole Bjur, ancien footballeur professionnel danois ayant longtemps joué pour le Brøndby IF.

## Palmarès

### En club
Brøndby IF
- Championnat du Danemark (1) :
  - Champion : 2020-21.